# مجنتا (کمیک)
مجنتا  (به انگلیسی: Magenta) یک شخصیت خیالی تایتان‌های نوجوان در کتاب‌های کامیک آمریکایی منتشر شده توسط دی‌سی کامیکس است. مجنتا قابلیت تولید میدان مغناطیسی و کنترل آن را بر عهده دارد. نام کامل مجنتا، فرانسیس کین می‌باشد. اولین حضور فرانسیس به عنوان دوست دختر والی وست بود اما چندی بعد دکتر پولاریس که یک ابر تبهکار در کمیک دی سی می‌باشد جهت آسیب رساندن به کیدفلش به وی قدرت مغناطیسی داد تا علیه کیدفلش استفاده شود اما به کمک کیدفلش و ذات مثبت فرانسیس وی توانست چندی بعد شخصیت منفی خود را کنترل کند. فرانسیس پس از تبدیل شدن به مجنتا و پس از حضور والی در تایتان‌های نوجوان به این تیم پیوست. وی دارای دو شخصیت مثبت و منفی است. جوئی کینگ در مجموعه تلویزیونی فلش نقش مجنتا را بر عهده داشت.